# Teknologföreningen CS

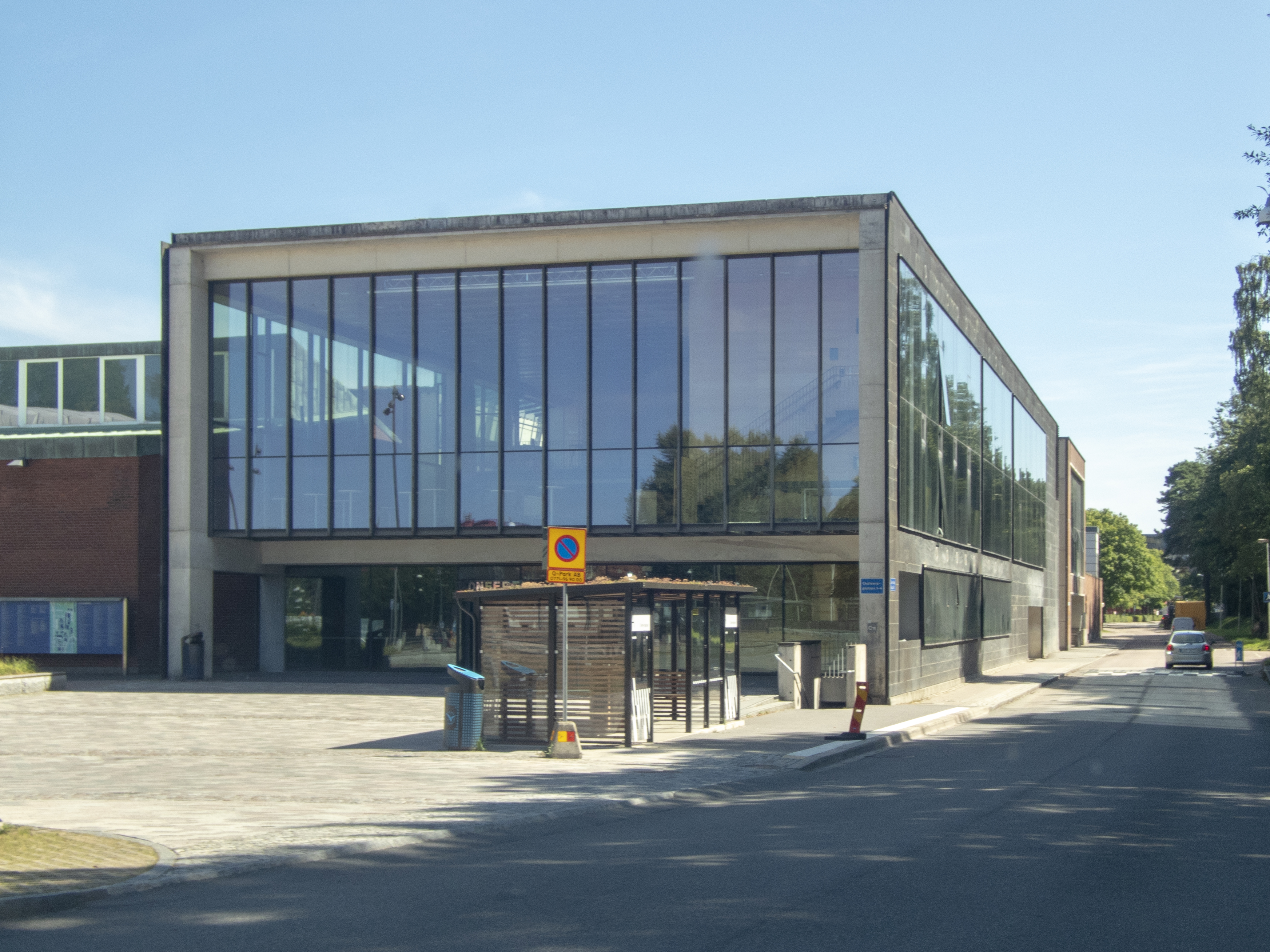
Framsidan av Chalmers kårhus där föreningen huserar.

Teknologföreningen C.S., eller CS som föreningen kallas vardagligt, grundades den 19 november 1864 vid det som då kallades Chalmerska Slöjdskolan och nu är Chalmers tekniska högskola i Göteborg. Dock formaliserades Föreningen C.S. först den 25 januari 1865. Det grundläggande syftet med föreningen var då och är fortfarande att bereda medlemmarna möjlighet till kamratskap och nöje, med mottot Nytta och Nöje. CS första styrelse bestod av: A G T Suve som ordförande, Otto Tobiesen som förste vice ordförande samt stiftare och L E Rinman som sekreterare. Kassaförvaltare var J Meyer och F Owren var föreningens källarmästare. Troligen fick Tobiesen idén till föreningen av August Michelet. Ur "Stadgar för Föreningen C. S." kunde man läsa: "Föreningen C. S. har till ändamål att befordra ett närmare samband mellan Chalmerska Slöjd-Skolans elever, såväl de varande som de utgångna, att anställa föredrag, diskussioner och disputationer uti tekniska och andra bildande ämnen, och att i allmänhet bidraga till medlemmarnes nytta och nöje".
Föreningen hyrde två mindre rum i Haga, för de kvällar man hade sina sammankomster, ursprungligen två gånger i månaden - senare varje lördag. Vid varje möte hölls ett föredrag, författat av en medlem, eftersom varje ledamot måste hålla ett föredrag då turen kom till denne. Dessutom högläste man valda delar ur något skaldeverk, diskuterade tillfälliga frågor med mera. Allt kortspel var förbjudet. "Spirituösa drycker fingo vid sammankomsterna endast måttligt förtäras".   
Föreningen grundade Chalmers studentkår, men är i dagsläget fristående från både denna och Chalmers tekniska högskola och styrs av sina medlemmar. Alla aktiva medlemmar är studenter vid Chalmers tekniska högskola. CS är en invalsförening och nya medlemmar väljs in i föreningen på ett demokratiskt sätt av de befintliga medlemmarna. Föreningens samlingslokal som kallas Scrubben är inhyst i Chalmers kårhus källare.
I ett reportage från 1944 beskrivs CS:s lokaler vid Storgatan: "Klättrar man från gården vid Storgatan uppför de nötta trapporna förbi gamla "Lägres" elektrolabblokaler hittar man uppe under taket ett litet nedrökt kaférum — chalmeristernas visserligen mycket traditionsrika Origo. Innanför Origo finns ett utrymme på omkring 1,5X2 meter där dagsljuset sparsamt silar ned från skylightet. Det är C.S:s styrelserum. Innanför detta, åter, påträffas en helmörk vindsskrubb, så liten att endast en medfödd och under livlig beredskapstjänstgöring odlad slankhet hos C.S:s ordföranden Sture Blomberg, tillåter denne att tränga sig in genom dörren och vid högtidliga tillfällen framtaga de sakrala föremål som här förvaras. Det är nämligen C.S:s allra heligaste, dess bönekapell och relikgömma. Här tronar själva Adrian, skyddspatronen, på sitt hyende av guld och sammet. Här befinner sig, under noggrann bevakning, det så kallade skrubbspånkskåpet. Här förvaras Raspar från gångna tider, protokoll och handlingar, skarprättarens gyllene svärd — och något glasvaror. Detta är templets innersta, hemligaste — Adrians hemvist — chalmeristandans boning — C.S:s hjärna — kort sagt, detta är SKRUBBEN."
Genom åren har CS varit aktiva med att stödja och utveckla "Chalmersandan" till gagn för alla studenter och verksamma vid Chalmers tekniska högskola. Genom åren har föreningen bland annat tagit initiativ till Chalmers studentkår, Cortègen, Chalmersspexet, Chalmersmössan, Civilingenjörsringen, C.S.-bastun, examensceremonin och Storstugan.